# Midsund
Midsund là một đô thị ở hạt Møre og Romsdal, Na Uy. Đô thị này gồm các đảo Otrøy, Midøy, Dryna và các đảo nhỏ hơn Magerøy và Tautra.
Midsund (cho đến năm 1965 gọi là Sør-Aukra) đã được tách khỏi Aukra ngày 1 tháng 7 năm 1924.
Đô thị này đã được đặt tên theo eo biên giữa đảo Otrøy và Midøy.